# Sistema horario de 12 horas

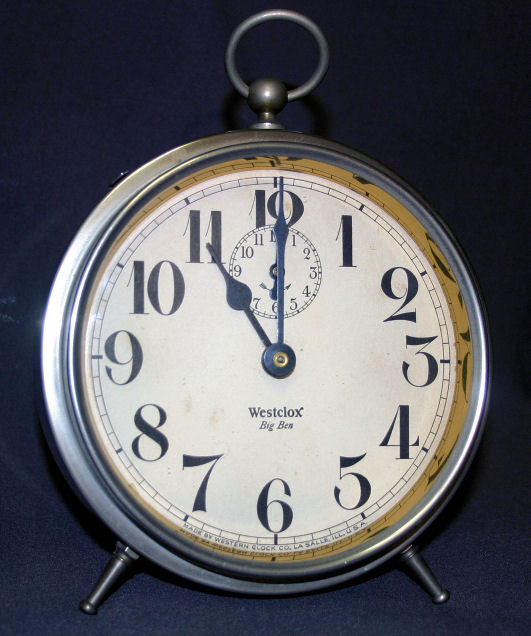
Un típico reloj analógico de 12 horas.

El sistema horario de 12 horas es una convención de medición del tiempo en la que las 24 horas del día se dividen en dos períodos ante meridiem (a. m., español: «antes del mediodía») y post meridiem (p. m., español: «después del mediodía»). Cada período se compone de 12 horas, cuya numeración comienza en el 12 (actuando como 0), 1, 2 y así sucesivamente hasta 11. Para las doce del mediodía se recomienda el empleo de la abreviatura m. (meridiem 'mediodía') para evitar contradicciones.

## Historia

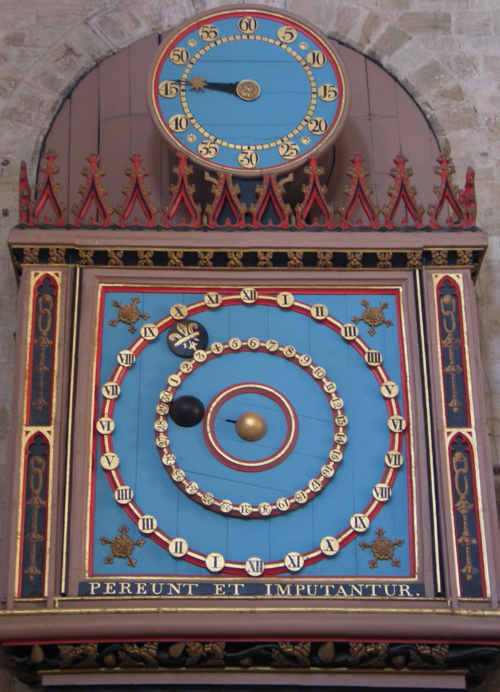
Reloj de la Catedral de Exeter, que muestra el esquema de numeración de Nivel Doble-XII.

La división natural de día y noche de un día calendario constituye la base fundamental de por qué cada día se divide en dos ciclos. Originalmente había dos ciclos: un ciclo que podía ser seguido por la posición del Sol (día), seguido de un ciclo que podía ser seguido por la Luna y las estrellas (noche). Esto finalmente evolucionó hacia los dos períodos de 12 horas que se usan hoy en día, uno llamado "am" que comienza a la medianoche y otro llamado "pm" que comienza al mediodía. Hoy en día rara vez se abrevia el mediodía; pero si lo es, se denota "m". 
El reloj de 12 horas se remonta a Mesopotamia y al antiguo Egipto .  En la tumba del faraón Amenhotep I se encontraron tanto un reloj de sol egipcio para uso diurno  como un reloj de agua egipcio para uso nocturno.  Que data de c. 1500 BC
, estos relojes dividían sus respectivos tiempos de uso en 12 horas cada uno.
Los primeros relojes mecánicos del siglo XIV, si tenían esfera, mostraban las 24 horas utilizando la esfera analógica de 24 horas, influenciados por la familiaridad de los astrónomos con el astrolabio y el reloj de sol y por su deseo de modelar el movimiento aparente de la Tierra alrededor del Sol . En el norte de Europa, estos diales generalmente usaban el esquema de numeración de 12 horas en números romanos, pero mostraban los períodos am y pm en secuencia. Esto se conoce como sistema doble XII y se puede ver en muchas esferas de reloj que se conservan, como las de Wells y Exeter .
Durante los siglos XV y XVI, el dial analógico de 12 horas y el sistema de hora se establecieron gradualmente como estándar en todo el norte de Europa para uso del público en general. La esfera analógica de 24 horas estaba reservada para aplicaciones más especializadas, como relojes astronómicos y cronómetros.
La mayoría de los relojes analógicos actuales utilizan el dial de 12 horas, en el que la manecilla horaria más corta gira una vez cada 12 horas y dos veces en un día. Algunas esferas de relojes analógicos tienen un anillo interior de números junto con el anillo numerado estándar del 1 al 12. El número 12 está emparejado con un 00 o un 24, mientras que los números del 1 al 11 están emparejados con los números del 13 al 23, respectivamente. Esta modificación permite leer el reloj también en notación de 24 horas . Este tipo de reloj de 12 horas se puede encontrar en países donde se prefiere el reloj de 24 horas.

## Uso por país

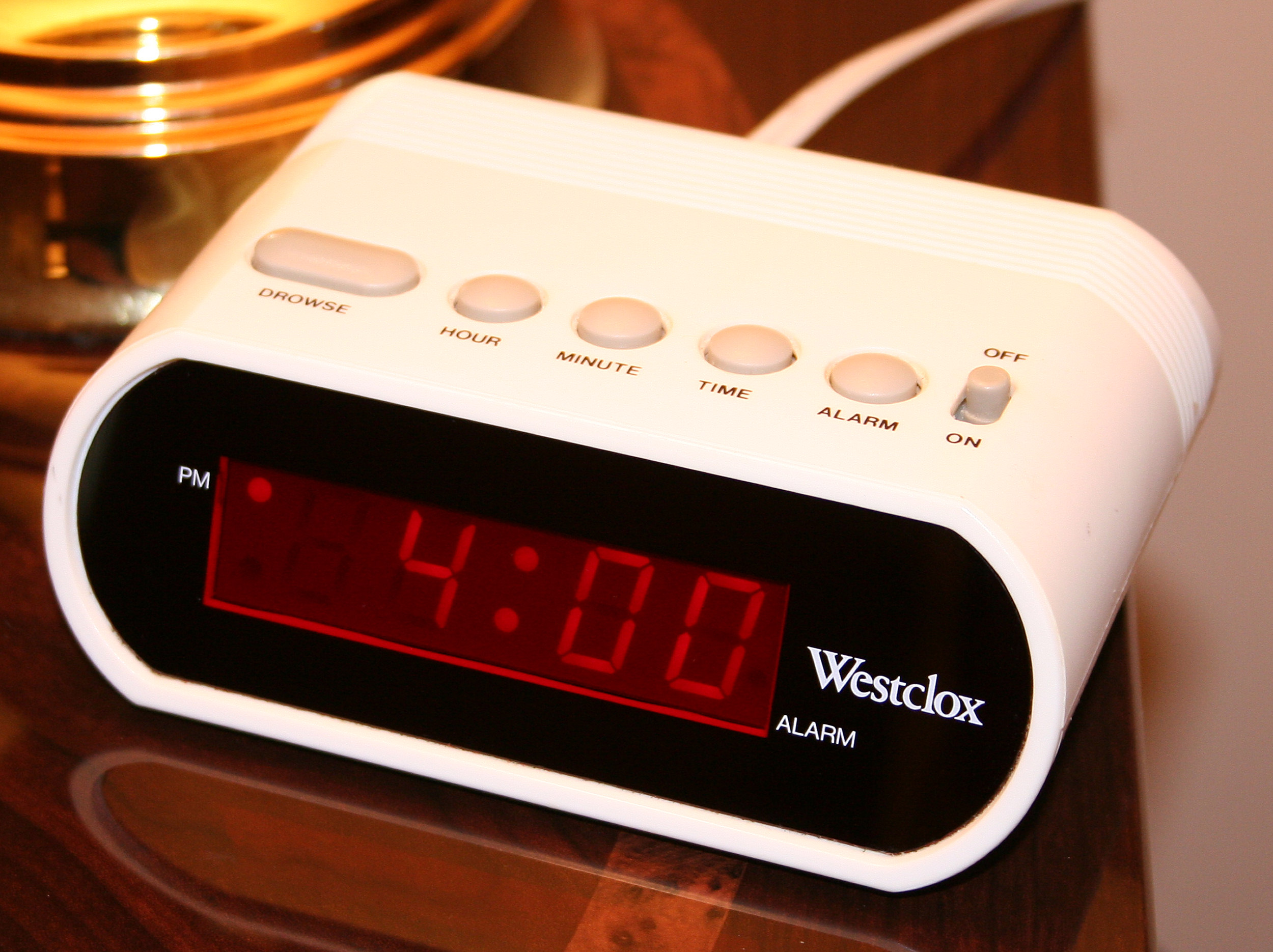
Un típico reloj despertador digital de 12 horas que indica PM con un punto a la izquierda de la hora.

| 12 horas                        | 24 horas                                  |
| ------------------------------- | ----------------------------------------- |
| 12:00 a. m. 12 a. m. medianoche | 00:00 00:00 h 24:00 (raro) 24:00 h (raro) |
| 12:01 a. m.                     | 00:01 00:01 h                             |
| 12:59 a. m.                     | 00:59 00:59 h                             |
| 1:00 a. m. 1 a. m.              | 01:00 01:00 h                             |
| 2:00 a. m. 2 a. m.              | 02:00 02:00 h                             |
| …                               | …                                         |
| 10:00 a. m. 10 a. m.            | 10:00 10:00 h                             |
| 11:00 a. m. 11 a. m.            | 11:00 11:00 h                             |
| 11:59 a. m.                     | 11:59 11:59 h                             |
| 12:00 p. m. 12 p. m. mediodía   | 12:00 12:00 h mediodía                    |
| 12:01 p. m.                     | 12:01 12:01 h                             |
| 12:59 p. m.                     | 12:59 12:59 h                             |
| 1:00 p. m. 1 p. m.              | 13:00 13:00 h                             |
| 2:00 p. m. 2 p. m.              | 14:00 14:00 h                             |
| …                               | …                                         |
| 10:00 p. m. 10 p. m.            | 22:00 22:00 h                             |
| 11:00 p. m. 11 p. m.            | 23:00 23:00 h                             |
| 11:59 p. m.                     | 23:59 23:59 h                             |

El sistema horario de 12 horas es el sistema dominante de tiempo hablado y escrito en:
- Arabia Saudí
- Angola
- Argelia
- Argentina (aunque coexiste con el de 24 horas)
- Australia
- Bangladés
- Bolivia
- Canadá (excepto Quebec)
- China
- Colombia
- Costa Rica
- Cuba
- Egipto
- El Salvador
- Estados Unidos (en inglés y español)
- Filipinas
- Guatemala (aunque coexiste con el de 24 horas)
- Honduras
- India
- Irlanda
- Jordania
- Malasia
- México (aunque coexiste con el de 24 horas)
- Nueva Zelanda
- Nicaragua
- Pakistán
- Panamá
- Perú (aunque coexiste con el de 24 horas)
- Puerto Rico
- Reino Unido
- República Dominicana
- Rusia
- Uruguay (Coexiste con él de 24 hs.)
- Venezuela

En la mayoría de otros países, el sistema horario de 12 horas se prefiere en el habla al de 24 horas, que suele prevalecer en la lengua escrita.
En muchos países por ende el sistema horario de 12 horas es de uso común en el lenguaje informal con frases descriptivas como de la tarde, de la noche, etc. En el caso de las 12:00 horas o 12 p. m. se dice las doce del mediodía, las doce del día, las doce de la mañana o las doce de la tarde, aunque la RAE considera esta última expresión incorrecta. Por su parte, a las 00:00 horas o 12:00 a. m. se le llama las doce de la noche, las doce de la mañana o las doce de la madrugada. 

## Soporte informático
En la mayoría de los países, las computadoras muestran de forma predeterminada la hora en notación de 24 horas. La mayoría de los sistemas operativos, incluidos Microsoft Windows y sistemas tipo Unix como Linux y macOS, activan la notación de 12 horas de forma predeterminada para un número limitado de configuraciones de idioma y región. El usuario puede cambiar este comportamiento, por ejemplo, con la configuración de "Región e idioma" del sistema operativo Windows. 